# Evippa schenkeli
Evippa schenkeli là một loài nhện trong họ Lycosidae.
Loài này thuộc chi Evippa. Evippa schenkeli được Sternbergs miêu tả năm 1979.